# Paolo Pillonca
Paolo Pillonca (Osilo, 8 ottobre 1942 – Cagliari, 25 maggio 2018) è stato un giornalista e scrittore italiano.
Paolo Pillonca, laureato in Lettere Classiche presso la Facoltà di Lettere e Filosofia di Cagliari, ha insegnato nella scuola media statale di Seui e nel Liceo Scientifico di Seui, professore a contratto dell'Università di Sassari, ha diretto dal 1979 al 1988 la redazione nuorese de L'Unione Sarda, dal 1988 al 2000 direttore dell'Ufficio Stampa della Presidenza della Giunta Regionale.
Pillonca è autore di diverse opere sulla cultura tradizionale della Sardegna, in particolare sulla poesia improvvisata in gara da palco.

## Pubblicazioni
- Fascismo e clero nel divieto delle gare poetiche, Cagliari, 1977;
- Sardegna segreta, cronache del villaggio, Roma 1986;
- Narat su diciu, Proverbi del popolo sardo, Cagliari 1987;
- Funtanafrisca, testi di tutte le canzoni in lingua sarda dell'omonimo disco di Piero Marras, Sassari, 1987;
- Caddos, tradizioni e miti equestri in Sardegna (foto di Salvatore Ligios, introduzione di Giovanni Lilliu), Sassari, 1995;
- Tumbu, testi di alcune canzoni in lingua sarda dell'omonimo disco di Piero Marras, Sassari, 1995;
- Chent'annos, cantadores a lughe 'e luna, Sassari, 1996, quattro edizioni;
- Laras, cantones de lunas antigas, Cagliari 2001;
- Remundu Piras, il poeta della gente, Cagliari, 2003, prima ristampa 2004;
- Il silenzio e la parola, Cagliari 2003;
- Peppe Sozu, Cagliari 2003;
- Remundu Piras, Cagliari 2003;
- Frantziscu Sale, nel solco degli aèdi, Cagliari 2004;
- Juanninu Fadda, Cagliari 2004;
- L'Isola del cuore, Cagliari, 2005;
- Bore Poddighe, Cagliari 2005;
- Antonandria, romanzo in lingua sarda, Cagliari 2006;
- Màncarias, dizionario della parlata di Seui,Cagliari 2006;
- Sedas lizeras,testi inediti dei poeti villanovesi, Cagliari 2006;
- Abbas de terra, testi inediti dei poeti villanovesi. Cagliari 2006;
- Madre Terra, Nonna Luna, Cagliari 2007;
- Collana Subra su palco (undici volumetti), Cagliari 2007;
- Il bandito senza colpa, Cagliari 2008;
- Remundu Piras Opera Omnia, Cagliari 2009;
- Vita di Samuele Stochino, Sassari 2009;
- Barore Sassu, Cagliari 2010;
- Antigone (traduzione dal greco in sardo dell'omonima tragedia di Sofocle), Cagliari 2010.
- Salvatore “Boicu” Pianu de Cabuterra, Cagliari 2010;
- Libertade, diario italiano e versi sardi del poeta antifascista desulese Salvatore Fais Fadda, Cagliari 2011;
- Aiace (traduzione dal greco in sardo dell'omonima tragedia di Sofocle), Cagliari, 2011;
- Beberè, la mufla dalle due vite, Cagliari, 2013
- O bella musa ove sei tu? Cagliari, 2018
- Dicius Antigus - Cagliari 2021